# Coordinación de Radio, Cine y Televisión
Coordinación de Radio, Cine y Televisión, también conocida como CORACYT, es el organismo público y estatal de Radio, Televisión y Cinematografía de Tlaxcala, México. Está integrado por 3 radiodifusoras, una cadena de televisión y una sala de cine. Produce y transmite noticias de Tlaxcala, programas de contenido educativo, cultural y social en español. La "CORACYT" es uno de los mejores grupos de radiodifusoras en la historia de la radio en Tlaxcala.

## Historia
Fue en el año de 1981, cuando se instala en la colonia Santa Elena del municipio de Panotla, el Centro de Producción Regional T.R.M. Tlaxcala, que originalmente era conocida como Televisión Rural de México, después cambió a Televisión de la República Mexicana, que cubría principalmente al estado de Tlaxcala y se realizaban uno o dos programas para el estado de Puebla.
El Centro de Producción era administrativamente manejado por el gobierno federal a través de PRONARTE, más tarde esto cambió a IMEVISION.
Cabe destacar que para su operación llegó a trabajar personal de otros estados (productores, ayudantes de producción, camarógrafos, iluminadores, editores, musicalizadores, escenógrafos, ingenieros) y para los puestos básicos (choferes, ayudantes de càmara, ayudantes generales, secretarias, contadores) se contrató personal del estado, así como para conductores y locutores. Para 1983, algunos a través del trabajo diario pudieron desarrollarse, convirtiéndose en productores y/o camarógrafos.
Ya en septiembre de 1984 el gobierno estatal tuvo por completo la administración del Centro de Producción, conociéndose también como IMEVISION Tlaxcala.
En el año de 1983 se creó la empresa denominada Voz e Imagen de Tlaxcala, S.A. de C. V., con el objeto de administrar la estación radiodifusora XETT Radio Tlaxcala. Un año después se integró a esta empresa el Centro de Realizaciones de Televisión, el cual, en coordinación con Televisión de la República Mexicana, transmitía programas culturales y educativos a través del Canal 12 XHTEM (Repetidora de la Red Nacional 7 de IMEVISION para Puebla y Tlaxcala, actualmente Canal 7 de TV Azteca). Esta producción se limitaba a media hora diaria de lunes a viernes y de una hora el sábado y domingo.
Ante la necesidad de contar con un sistema de comunicación en el Estado, se determinó realizar estudios y proyectos para instalar un sistema de Televisión Estatal, con el objetivo de alcanzar una integración e identidad cultural y social de los tlaxcaltecas, de esta manera se estableció un vínculo de comunicación entre los diversos sectores de su población y el Gobierno del Estado. El canal se llamó: Asociación Tlaxcalteca de Televisión.
Fue el 7 de septiembre de 1987, cuando se crea la Coordinación de Radio, Cine y Televisión (CORACYT) como Órgano del Poder Ejecutivo, encargada de administrar y operar las frecuencias de radio y televisión, concesionadas o permisionadas al Gobierno del Estado, y la Sala de Cine "Miguel N. Lira", así como coordinar las tareas que en materia de radio, cine y televisión realicen las dependencias y entidades del sector central y paraestatal.

## Radio
La señal de las 3 radiodifusoras del CORACYT cubre el 75% del estado de Tlaxcala.
El perfil de cada una de la radiodifusoras es informativo, educativo, cultural y de entretenimiento.
Los contenidos son transmitidos en español.

### Estaciones de Radio
Tlaxcala de Xicohténcatl
- 1430 kHz. XETT-AM Radio Tlaxcala Transmite música grupera, pop inglés, programas educativos, culturales e infantiles, opinión y noticias.

- 96.5 MHz. XHTLAX-FM Radio Altiplano Transmite música clásica, opera, rock en inglés y en español, música folclórica, jazz, tango y música de todo el mundo además de programas educativos, culturales e infantiles, opinión y noticias.

Calpulalpan, Tlaxcala
- 94.3 MHz. XHCAL-FM Radio Calpulalpan Transmite música grupera, pop inglés, rock, programas educativos, culturales, opinión y noticias.

## Televisión
La señal de 5 repetidores de señal distribuidas en todo el estado cubre el 100% del estado de Tlaxcala. En CABLECOM el canal está en el 8 de televisión por cable. La programación del canal está basada en programación propia de la CORACYT, además del Canal 11, Canal 22 y Teleunam. Transmite desde las 9:00 AM hasta las 12:00 AM los 365 días del año. Actualmente el canal se llama: Tlaxcala Televisión y a partir del 27 de octubre de 2016 tras la reprogramación de los canales de televisión, el canal se localiza en el 10.1 de señal digital.

### Cobertura
- XHTXB-TDT canal 22 - Apizaco, Tlaxcala
- XHTCL-TDT canal 31 - Calpulalpan, Tlaxcala
- XHTXM-TDT canal 23 - Huamantla, Tlaxcala
- XHSPM-TDT canal 22 - San Pablo del Monte, Tlaxcala
- XHTLX-TDT canal 23 - Tlaxcala de Xicohténcatl, Tlaxcala

## Cinematografía
En cumplimiento de sus nuevas atribuciones como CORACYT se promueve la producción de obras cinematográficas y televisivas en locaciones del estado de Tlaxcala. En Tizatlán se construyó un jardín botánico y un cine en la cual era del gobierno del estado. Se llama: "Sala de Cine Miguel N. Lira". La cartelera de la sála está basada en presentar películas de talla internacional. Algunas producciones son de origen europeo y estadounidense, pero también han llegado producciones de origen mexicano.

## Otros conceptos
- Sistema de Noticias Tlaxcala: es un organismo de carácter informativo que se encarga del acontecer noticioso que sucede en el estado. Ha tenido cambios tanto de conductores y reporteros como el nombre de este concepto, ya que anteriormente se le ha llamado "Coracyt Noticias" o "Sucesos". Se transmite en las tres estaciones de radio de lunes a viernes en tres emisiones (8:00 AM, 2:00 PM y 8:00 PM). Cuenta con un sitio en Internet llamado SN Digital Tlaxcala.

- Ahora Deportes:  Ahora deportes, un programa dedicado a dar a conocer las actividades deportivas ocurridas a nivel estatal, nacional e internacional, así como disciplinas, centros deportivos y recomendaciones para mantener un cuerpo sano.  También informa de los eventos deportivos de fin de semana, así como conocer diferentes alternativas fitness que se pueden practicar en el estado. Se transmite todos los lunes, miércoles y viernes a las 19:30 h.

- Entérate: Espacio digital desarrollado para contar con una plataforma de difusión de eventos y actividades de interés general para la población en el estado de Tlaxcala; destacando la “agenda del día” para los eventos actuales.